# Ladies Swiss Open
Het Ladies Swiss Open was een golftoernooi voor vrouwen in Zwitserland, dat deel uitmaakte van de Ladies European Tour. Het werd opgericht in 1996 en de laatste editie was in 2012.
Het Zwitserse Open voor dames werd in 1996 opgericht maar stopte al na de tweede editie. In 1996 werd het gespeeld op de Golf Club de Lausanne, in 1997 op de Golf Club de Maison Blanche.
In 2006 werd dit toernooi opnieuw gespeeld. Het wordt sindsdien gespeeld op de baan van de Golf Gerre Losone. In 2008 werd het toernooi ingekort vanwege het slechte weer.
In 2010 werd het toernooi ingekort tot 54 holes omdat het tijdens de eerste ronde gestopt moest worden wegens het slechte weer.

## Winnaressen
| Jaar                            | Golfbaan                    | Stad                     | Winnares                  | Score                    | Score                    | Info                                              |
| Déesse Ladies Swiss Open        | Déesse Ladies Swiss Open    | Déesse Ladies Swiss Open | Déesse Ladies Swiss Open  | Déesse Ladies Swiss Open | Déesse Ladies Swiss Open | Déesse Ladies Swiss Open                          |
| ------------------------------- | --------------------------- | ------------------------ | ------------------------- | ------------------------ | ------------------------ | ------------------------------------------------- |
| 1996                            | Golf Club de Maison Blanche | Echenevex                | Sophie Gustafson          | 280                      | –8                       |                                                   |
| 1997                            | Golf Club de Lausanne       | Lausanne                 | Marie-Laure de Lorenzi po | 280                      | –8                       | Won de play-off van Trish Johnson                 |
| Deutsche Bank Ladies Swiss Open |                             |                          |                           |                          |                          |                                                   |
| 2006                            | Golf Gerre Losone           | Losone                   | Gwladys Nocera            | 273                      | –15                      | [ 1 ]                                             |
| 2007                            | Golf Gerre Losone           | Losone                   | Bettina Hauert po         | 285                      | –3                       | Won de play-off van Paula Martí en Anna Rawson    |
| 2008                            | Golf Gerre Losone           | Losone                   | Suzann Pettersen          | 194                      | –22                      | 54-holes (weersomstandigheden)                    |
| 2009                            | Golf Gerre Losone           | Losone                   | Marianne Skarpnord        | 276                      | –16                      | [ 4 ]                                             |
| 2010                            | Golf Gerre Losone           | Losone                   | Lee-Anne Pace             | 204                      | –12                      | 54-holes (weersomstandigheden)                    |
| 2011                            | Golf Gerre Losone           | Losone                   | Diana Luna                | 203                      | –13                      | 54-holes (weersomstandigheden)                    |
| 2012                            | Golf Gerre Losone           | Losone                   | Carly Booth po            | 276                      | –12                      | Won de play-off van Anja Monke en Caroline Masson |